# Association des étudiants et chercheurs chinois
L'Association des étudiants et chercheurs chinois (ou Chinese Students and Scholars Association en anglais (CSSA) et en chinois : 中国学生学者联合(谊)会 ; pinyin : zhōngguó xuéshēng xuézhě liánhé (liányí) huì)) est l'organisation officielle des étudiants et universitaires chinois à l'étranger dans la plupart des collèges, universités et institutions en dehors de la république populaire de Chine.
Les associations de différentes institutions partagent le même nom. La mission déclarée des CSSA est d'aider les Chinois loin de chez eux dans leur vie, leurs études, leur travail, de rassembler les étudiants sur le campus, de servir de pont entre les Chinois et les autres communautés et de diffuser la culture chinoise. Les groupes organisent généralement des événements tels que des galas annuels du Nouvel An chinois, des célébrations diverses ainsi que des forums universitaires et des concours de recrutement de talents liés au plan des mille talents,,.
Les journalistes et les groupes de défense des droits de l'homme ont qualifié les CSSA d'organisations gérées par le gouvernement et utilisées pour surveiller et effectuer des rapports sur les étudiants chinois à l'étranger.
Les premiers CSSA sont créées à la fin des années 1970, lorsque la Chine a commencé à envoyer des étudiants étudier à l'étranger. En août 1989, des représentants de plus de 200 CSSA se réunissent à l'Université de l'Illinois à Chicago pour le premier congrès des étudiants et universitaires chinois.
Les CSSA deviennent un sujet du discours politique de l'ancien vice-président Mike Pence sur la Chine en octobre 2018.

## Contrôle et financement
Un rapport de 2018 de la Commission d'examen de l'économie et de la sécurité entre les États-Unis et la Chine affirme que :

« malgré les services sociaux utiles fournis à leurs membres, ils reçoivent des consignes du PCC par l'intermédiaire des ambassades et des consulats chinois – des liens gouvernementaux que les CSSA tentent fréquemment de dissimuler – et agissent conformément à la stratégie du Front uni de Pékin »

Les CSSA sont supervisées par le Département du travail du Front uni  du Parti communiste chinois,. Les CSSA sont individuellement parrainés et surveillés par les représentants de l'ambassade et du consulat chinois, le gouvernement chinois ayant une politique cohérente envers les étudiants et les universitaires chinois depuis 1990,,.
En 2005, un CSSA local à Louvain (Belgique) aurait été utilisé comme organisation de façade pour l'espionnage industriel. Des documents et des courriels obtenus par Foreign Policy en 2018 montrent que le CSSA de l'Université de Georgetown a accepté un financement de l'ambassade de Chine à Washington qui s'élevait à environ la moitié de son budget annuel total. Un ancien président du CSSA de Pittsburgh a déclaré sur Sina-Weibo avoir reçu un budget annuel de 6 000 dollars américains de la part du consulat chinois. L'organisation des CSSA a été critiquée pour avoir tenté de contrôler et de surveiller le discours des étudiants et des professeurs chinois dans les pays occidentaux, et pour son implication dans l'espionnage dans divers pays dont le Canada, la Belgique, la France, les Pays-Bas, l'Allemagne et le Royaume-Uni,,,,.

## Réactions
En 2011, l'Université de Cambridge dissous sa section CSSA après que le président de la société, Chang Feifan (常非凡) ait annoncé qu'elle entrerait dans un second mandat sans élection et a refusé de fournir à l'université une copie des statuts de l'association. Certains étudiants et membres du personnel ont affirmé que la CSSA était contrôlée par l'ambassade de Chine et que l'ambassade avait conseillé à la présidente de la CSSA de continuer son mandat sans tenir d'élections.
En 2015, l'Université Columbia dissous sa section CSSA après des violations de plusieurs politiques organisationnelles financières et étudiantes.
En 2016, le président de la section CSSA de l'Université nationale australienne, Tao Binru, attaque publiquement la pharmacie universitaire pour avoir diffusé Epoch Times, un journal connu pour son opposition au Parti communiste chinois. Le pharmacien affirme avoir été intimidé par l'attitude de Tao et l'autorise à jeter les journaux. L'année précédente, Tao avait déclaré aux médias chinois que « ce que [les étudiants chinois] font jour et nuit, c'est le « rêve chinois » dont parle le secrétaire général Xi Jinping : servir le rajeunissement de la nation et du peuple avec des efforts inlassables. Même si nos corps sont à l'étranger, nos cœurs sont liés à la patrie. »,.
Dans un article du New York Times de 2017, des sections de la CSSA ont été décrites comme ayant « travaillé en tandem avec Pékin pour promouvoir un programme pro-chinois et étouffer le discours anti-chinois sur les campus occidentaux ». La section de l'Université de Californie à San Diego proteste contre la décision de l'université d'inviter le 14e Dalaï Lama à prendre la parole lors de sa cérémonie de remise des diplômes  en 2017.
En 2017, la section CSSA de l'Université du Maryland attaque un discours d'ouverture prononcé par un étudiant chinois, qui a fait l'éloge de la liberté d'expression, à la suite de critiques similaires du discours par les médias d'État chinois.
En 2019, Human Rights Watch appelle à un suivi plus étroit des CSSA en réponse aux menaces contre la liberté académique. En 2019, la section CSSA de l'Université McMaster accuse une militante ouïghoure-canadienne locale de fomenter le « séparatisme » après son discours attirant l'attention sur les violations des droits humains au Xinjiang,. La section CSSA a par la suite vu son statut d'organisation étudiante révoqué puisque sa coordination avec le consulat de la RPC a été considérée comme une violation des règles du club étudiant,.
En 2020, le Comité des parlementaires sur la sécurité nationale et le renseignement du Canada a déclaré que le « comportement des CSSA peut également constituer une menace pour la liberté d'expression et de réunion. ».
En 2021, Human Rights Watch publie un rapport documentant les cas d'utilisation des CSSA pour surveiller les étudiants universitaires chinois à l'étranger,.